# Ma Bonny Lad
Ma Bonny Lad är en skotsk folkvisa, och inspelad av Katleen Ferrier 1949. Med text på svenska av Olle Adolphson spelades den in av honom 1966 som Österlenvisan (Ge mig en dag).

### Fotnoter
1. ↑  Joakim Tegblom. ”Låtar du trodde var svenska”. Arkiverad från originalet den 26 oktober 2013. https://web.archive.org/web/20131026075436/http://gotiskaklubben.wordpress.com/2013/09/22/latar-du-trodde-var-svenska/. Läst 19 juni 2014.